# Scott Peak
Scott Peak je nejvyšší hora pohoří Bitterroot Range na východě Idaha. 
Nachází se v jižní části pohoří, v Lemhi County, v těsné blízkosti hranice s Montanou.
Scott Peak náleží k nejprominentnějším horám Idaha. Je také oblíbeným turistickým cílem v oblasti. Je nejvyšším vrcholem pohoří Beaverhead Mountains, které tvoří jižní část Bitterroot Range.